# バフティヤーリー語
バフティヤーリー語（バフティヤーリーご、バフティヤーリー語: بختیاری、英: Bakhtiari dialect）は、ロル語の方言である。イランのチャハール＝マハール・バフティヤーリー州に居住するバフティヤーリー族（Bakhtiari people）の人々によって話されている。フーゼスターン州、エスファハーン州、ロレスターン州の一部でも話されている。

## 言語名別称
- バクティアリ語
- バフティアリ語
- Lori-ye Khaveri
- Luri
- Lori
- Bakhtiâri

## 方言
- Charlang (bqi-cha)
- Kuhrang (bqi-kuh)
- Haft-Lang (bqi-haf)
- Chelgerd (bqi-che)